# Prix international Kim-Jong-il
Le prix international Kim-Jong-il (coréen : 국제김정일상) est un prix nord-coréen nommé d'après le deuxième dirigeant du pays, Kim Jong-il. Il a été créé le 24 décembre 2012, environ un an après sa mort.

## Récompense
Le prix international Kim-Jong-il se compose d'un diplôme, d'une médaille et d'un trophée (artisanat métallique).

## Nomination
Le prix est décerné à des personnalités éminentes des cercles politiques, sociaux et universitaires et à ceux qui ont apporté une contribution particulière à l'indépendance du pays et de la nation, ainsi qu'à l'indépendance mondiale, à la paix et au développement culturel de l'humanité.
Le prix est décerné conformément à la décision du Conseil international du prix Kim-Jong-il.

## Récipiendaires
- En 2013, le conseil a décerné le prix à Obiang Nguema Mbasogo, président de la Guinée équatoriale « pour son engagement en faveur de la justice, du développement, de la paix et de l'harmonie ». Le président Obiang a reçu son prix en personne à Pyongyang le 7 août 2013[1],[2].
- Kenichi Ogami, secrétaire général de l'Institut international de l'idée du Juche (2017) pour « avoir mené activement l'étude et la diffusion de l'idée du Juche pendant des décennies tout en soutenant pleinement la lutte du peuple coréen pour la réunification nationale et la justice internationale »[3].

## Conseil international du prix Kim-Jong-il
Le conseil sélectionne et décide des candidats et organise la remise du prix. Le conseil a été officiellement enregistré en Inde. Son siège est à New Delhi, en Inde. Le conseil se compose de 1 secrétaire général et de 7 directeurs,.